# Osteoskleroza
Osteoskleroza – patologiczne zwiększenie gęstości kości, charakteryzujące się nadmiernym odkładaniem tkanki kostnej. W przeciwieństwie do osteoporozy, gdzie dochodzi do zmniejszenia masy kostnej, osteoskleroza prowadzi do twardszych i gęstszych kości, które mogą być bardziej kruche i podatne na złamania.

## Etiologia
Osteoskleroza może mieć różnorodne przyczyny, w tym:
- Genetyczne: Niektóre wrodzone choroby, takie jak osteopetroza, prowadzą do uogólnionej osteosklerozy[2].
- Zapalenia: Przewlekłe zapalenia kości, takie jak choroba Pageta, mogą powodować miejscowe zwiększenie gęstości kości[3].
- Nowotwory: Przerzuty do kości, zwłaszcza z raka prostaty, często prowadzą do zmian osteosklerotycznych[4].
- Czynniki metaboliczne: Zaburzenia metaboliczne, takie jak fluorozę, mogą powodować uogólnioną osteosklerozę[5].

## Objawy
Wiele przypadków osteosklerozy przebiega bezobjawowo i jest wykrywanych przypadkowo podczas badań obrazowych. Jednak w zależności od przyczyny i lokalizacji zmian, mogą wystąpić:
- Bóle kostne
- Zwiększona podatność na złamania
- Objawy neurologiczne spowodowane uciskiem na nerwy

## Diagnostyka
Rozpoznanie osteosklerozy opiera się na:
- Badaniach obrazowych: Rentgenografia ujawnia zwiększoną gęstość kości. Tomografia komputerowa (TK) i rezonans magnetyczny (MRI, ang. magnetic resonance imaging) dostarczają bardziej szczegółowych informacji o rozległości i charakterze zmian.
- Badaniach laboratoryjnych: Mogą pomóc w identyfikacji przyczyn metabolicznych lub nowotworowych osteosklerozy.

## Leczenie
Leczenie osteosklerozy zależy od jej przyczyny:
- Choroby genetyczne: W niektórych przypadkach może być konieczny przeszczep szpiku kostnego.
- Nowotwory: Leczenie ukierunkowane na pierwotny nowotwór może prowadzić do regresji zmian osteosklerotycznych.
- Czynniki metaboliczne: Korekta zaburzeń metabolicznych, takich jak zmniejszenie ekspozycji na fluor, może być skuteczna.

## Rokowanie
Rokowanie w osteosklerozie zależy od jej etiologii. W przypadkach wtórnych do nowotworów rokowanie zależy od zaawansowania choroby podstawowej. W przypadkach wrodzonych rokowanie jest zróżnicowane i zależy od ciężkości choroby oraz dostępności skutecznego leczenia.